# Sherwood Stewart
Pour les articles homonymes, voir Stewart.
Sherwood Stewart, né le 6 juin 1946 à Goose Creek au Texas, est un ancien joueur de tennis professionnel américain.
Essentiellement spécialiste de double, il remporte 54 titres dans cette discipline sur le circuit ATP dans les années 1970-1980, dont deux à Roland-Garros et un à l'Open d'Australie.
En 1977, il interrompt une série de 29 victoires consécutives de Björn Borg.

## Parcours dans les tournois duGrand Chelem

### En simple
| Année | Open d'Australie | Open d'Australie | Internationaux de France | Internationaux de France | Wimbledon       | Wimbledon     | US Open         | US Open     | Open d'Australie | Open d'Australie |
| ----- | ---------------- | ---------------- | ------------------------ | ------------------------ | --------------- | ------------- | --------------- | ----------- | ---------------- | ---------------- |
| 1966  | —                | —                | —                        | —                        | —               | —             | 2e tour (1/32)  | T. Roche    | n.o.             | n.o.             |
| 1967  | —                | —                | —                        | —                        | —               | —             | 1er tour (1/64) | C. Graebner | n.o.             | n.o.             |
| 1968  | —                | —                | —                        | —                        | —               | —             | 1er tour (1/64) | J. McManus  | n.o.             | n.o.             |
| 1969  | —                | —                | —                        | —                        | —               | —             | —               | —           | n.o.             | n.o.             |
| 1970  | —                | —                | —                        | —                        | —               | —             | —               | —           | n.o.             | n.o.             |
| 1971  | —                | —                | —                        | —                        | —               | —             | 1er tour (1/64) | O. Parun    | n.o.             | n.o.             |
| 1972  | —                | —                | —                        | —                        | 1er tour (1/64) | E. Van Dillen | —               | —           | n.o.             | n.o.             |
| 1973  | —                | —                | 1er tour (1/64)          | C. Pasarell              | —               | —             | 2e tour (1/32)  | A. Ashe     | n.o.             | n.o.             |
| 1974  | —                | —                | 1er tour (1/64)          | J. Kuki                  | 1er tour (1/64) | J. Kodeš      | 1er tour (1/64) | G. Scott    | n.o.             | n.o.             |
| 1975  | —                | —                | 1er tour (1/64)          | P. Dominguez             | 3e tour (1/16)  | M. Estep      | 1er tour (1/64) | G. Mayer    | n.o.             | n.o.             |
| 1976  | —                | —                | 3e tour (1/16)           | J. Fillol                | 1er tour (1/64) | B. Martin     | 1er tour (1/64) | V. Winitsky | n.o.             | n.o.             |
| 1977  | 2e tour (1/16)   | P. Dent          | 1er tour (1/64)          | W. Fibak                 | 1er tour (1/64) | V. Amritraj   | 3e tour (1/16)  | M. Orantes  | —                | —                |
| 1978  | n.o.             | n.o.             | —                        | —                        | 3e tour (1/16)  | V. Gerulaitis | 1er tour (1/64) | J. McEnroe  | 2e tour (1/16)   | K. Rosewall      |
| 1979  | n.o.             | n.o.             | —                        | —                        | 1er tour (1/64) | V. Pecci      | 2e tour (1/32)  | B. Mitton   | 1er tour (1/32)  | V. Amaya         |
| 1980  | n.o.             | n.o.             | —                        | —                        | 2e tour (1/32)  | J. Connors    | 2e tour (1/32)  | T. Moor     | —                | —                |
| 1981  | n.o.             | n.o.             | —                        | —                        | 2e tour (1/32)  | P. McNamara   | 1er tour (1/64) | T. Waltke   | —                | —                |
| 1982  | n.o.             | n.o.             | —                        | —                        | —               | —             | 2e tour (1/32)  | M. Purcell  | —                | —                |
| 1983  | n.o.             | n.o.             | —                        | —                        | —               | —             | —               | —           | —                | —                |
| 1984  | n.o.             | n.o.             | —                        | —                        | 1er tour (1/64) | M. Wilander   | —               | —           | —                | —                |

N.B. : à droite du résultat se trouve le nom de l'ultime adversaire.

### En double
| Année | Open d'Australie           | Open d'Australie     | Internationaux de France  | Internationaux de France | Wimbledon                  | Wimbledon               | US Open                    | US Open                 | Open d'Australie         | Open d'Australie       |
| ----- | -------------------------- | -------------------- | ------------------------- | ------------------------ | -------------------------- | ----------------------- | -------------------------- | ----------------------- | ------------------------ | ---------------------- |
| 1968  | —                          | —                    | —                         | —                        | —                          | —                       | 2e tour (1/16) Seewagen    | A. Ashe A. Gimeno       | n.o.                     | n.o.                   |
| 1969  | —                          | —                    | —                         | —                        | —                          | —                       | —                          | —                       | n.o.                     | n.o.                   |
| 1970  | —                          | —                    | —                         | —                        | —                          | —                       | —                          | —                       | n.o.                     | n.o.                   |
| 1971  | —                          | —                    | —                         | —                        | —                          | —                       | 1/8 de finale M. Estep     | I. Năstase I. Țiriac    | n.o.                     | n.o.                   |
| 1972  | —                          | —                    | —                         | —                        | 2e tour (1/16) J. Simpson  | Likhachev A. Metreveli  | —                          | —                       | n.o.                     | n.o.                   |
| 1973  | —                          | —                    | —                         | —                        | —                          | —                       | 1/8 de finale Di. Dell     | Davidson Newcombe       | n.o.                     | n.o.                   |
| 1974  | —                          | —                    | 2e tour (1/16) Di. Dell   | P. Beust D. Contet       | 2e tour (1/16) Di. Dell    | Alexander P. Dent       | 1/8 de finale Di. Dell     | B. Gottfried R. Ramírez | n.o.                     | n.o.                   |
| 1975  | —                          | —                    | —                         | —                        | 1/8 de finale Do. Dell     | B. Hewitt F. McMillan   | 1/2 finale F. McNair       | T. Okker M. Riessen     | n.o.                     | n.o.                   |
| 1976  | —                          | —                    | Victoire F. McNair        | B. Gottfried R. Ramírez  | 1er tour (1/32) F. McNair  | I. El Shafei B. Fairlie | 1/4 de finale F. McNair    | Dowdeswell C. Kachel    | n.o.                     | n.o.                   |
| 1977  | 1/2 finale B. Hewitt       | A. Ashe T. Roche     | 1er tour (1/32) F. McNair | G. Halder D. Power       | 2e tour (1/16) F. McNair   | P. Campbell J. Holladay | 1/8 de finale F. McNair    | P. Kronk C. Letcher     | —                        | —                      |
| 1978  | n.o.                       | n.o.                 | —                         | —                        | 2e tour (1/16) T. Gorman   | F. McNair R. Ramírez    | Finale M. Riessen          | S. Smith R. Lutz        | 1/4 de finale H. Pfister | P. Kronk C. Letcher    |
| 1979  | n.o.                       | n.o.                 | —                         | —                        | 2e tour (1/16) M. Riessen  | Davidson Newcombe       | 1/2 finale M. Riessen      | P. Fleming J. McEnroe   | 1/4 de finale H. Pfister | J. Sadri T. Wilkison   |
| 1980  | n.o.                       | n.o.                 | —                         | —                        | 2e tour (1/16) M. Riessen  | G. Mayer S. Mayer       | 1/2 finale M. Riessen      | R. Lutz S. Smith        | —                        | —                      |
| 1981  | n.o.                       | n.o.                 | —                         | —                        | 2e tour (1/16) M. Riessen  | A. Amritraj V. Amritraj | 1er tour (1/32) M. Riessen | M. Cahill Gullikson     | —                        | —                      |
| 1982  | n.o.                       | n.o.                 | Victoire F. Taygan        | Gildemeister B. Prajoux  | 1/2 finale F. Taygan       | McNamara McNamee        | 2e tour (1/16) F. Taygan   | C. Strode M. Strode     | —                        | —                      |
| 1983  | n.o.                       | n.o.                 | Finale Edmondson          | A. Järryd Simonsson      | 1er tour (1/32) Edmondson  | A. Jarrett B. Mottram   | 1/4 de finale M. Dickson   | A. Andrews J. Sadri     | Finale S. Denton         | Edmondson McNamee      |
| 1984  | n.o.                       | n.o.                 | 1/4 de finale Edmondson   | J. Arias E. Korita       | 1/4 de finale Edmondson    | P. Cash McNamee         | 1/4 de finale Edmondson    | Günthardt B. Taróczy    | Victoire Edmondson       | J. Nyström M. Wilander |
| 1985  | n.o.                       | n.o.                 | —                         | —                        | —                          | —                       | —                          | —                       | 1/8 de finale S. Denton  | A. Emerson D. Tyson    |
| 1986  | n.o.                       | n.o.                 | 1/2 finale H. Leconte     | S. Edberg A. Järryd      | 1er tour (1/32) H. Leconte | Schapers Woodforde      | 1/4 de finale Edmondson    | J. Nyström M. Wilander  | n.o.                     | n.o.                   |
| 1987  | 1/8 de finale J. Hlasek    | B. Dyke W. Masur     | 1/4 de finale K. Warwick  | G. Forget Y. Noah        | 1er tour (1/32) K. Warwick | R. Acuña M. Freeman     | —                          | —                       | n.o.                     | n.o.                   |
| 1988  | 1/8 de finale Chamberlin   | Fitzgerald A. Järryd | 2e tour (1/16) S. Denton  | E. Korita J. Levine      | 2e tour (1/16) S. Denton   | Evernden J. Kriek       | 1er tour (1/32) K. Warwick | R. Leach J. Pugh        | n.o.                     | n.o.                   |
| 1989  | 1er tour (1/32) K. Warwick | Fitzgerald A. Järryd | —                         | —                        | —                          | —                       | —                          | —                       | n.o.                     | n.o.                   |

N.B. : le nom du ou de la partenaire se trouve sous le résultat ; le nom des ultimes adversaires se trouve à droite.

## Participation aux Masters

### En double
| Année | Ville    | Surface         | Partenaire     | Résultats | Résultat final |
| ----- | -------- | --------------- | -------------- | --------- | -------------- |
| 1976  | Houston  | Moquette indoor | Fred McNair    | 2v, 0d    | Vainqueur      |
| 1979  | New York | Moquette indoor | Marty Riessen  | 0v, 1d    | Demi-finaliste |
| 1982  | New York | Moquette indoor | Ferdi Taygan   | 1v, 1d    | Finaliste      |
| 1983  | New York | Moquette indoor | Mark Edmondson | 1v, 1d    | Demi-finaliste |
| 1984  | New York | Moquette indoor | Mark Edmondson | 1v, 1d    | Finaliste      |